# 화석각순장공주
화석건녕공주(和碩建寧公主 1641년~1704년)는 청 태종의 14녀이며 서비 기루씨 소생으로 각순공주(恪純公主)라고도 한다. 1657년 평서왕 오삼계(平西王 吳三桂)의 아들 오응웅(吳應熊)에게 하가했다. 1675년 오응웅과 아들 오세림(吳世霖)이 삼번의 난으로 강희제에 의해 피살되었다. 1704년 63세를 일기로 사망했다.